# Gaylord (Kansas)
Gaylord è un comune degli Stati Uniti d'America, situato nello Stato del Kansas, nella contea di Smith.